# Hans Olsen Müller
Hans Olsen Müller (12. maj 1911 i Lyngby – 1980) var en dansk nazist under 2. verdenskrig.
Han havde en tysk far og en dansk mor. Som ung ville han først studere jura, men kom i politiet den 1. juni 1934.
Den 19. september 1941 indtrådte han i Waffen-SS. Han meldte sig til Frikorps Danmark og blev omtrent samtidig medlem af Danmarks Nationalsocialistiske Arbejderparti. Som politimand fik han hurtigt særlige opgaver i Frikorpset. Bl.a. undersøgte han de nye danske rekrutter for uønskede elementer. Da Frikorpsets næsten var  fyldt, sendtes han til den tyske hærs juraskole, for at lære tysk krigsjura.
Kort før Frikorpset blev sendt til fronten i maj 1942, kom han tilbage til Frikorpset og blev udnævnt til efterretningsofficer (1c) i korpset.
Da Frikorpset sendtes til fronten, var han med. Han såredes i Demjansk den 5. juni 1942, men meldte sig hurtigt tilbage. Under frontindsatsen med Frikorpset blev han midlertidigt delingsfører og senere kompagnifører.
I august 1942 kom ham hjem til Danmark for at blive efterretningschef i Ersatzkommando Dänemark i København. Her arbejdede han som før med undersøgelse af de nye rekrutter.
Den 10. april 1943 forlod han Waffen-SS for en stilling i KRIPO (Kriminalpolizei) i Berlin for at færdiggøre sine studier. Omtrent samtidig meldte han sig ud af DNSAP.
Olsen Müller arbejdede i KRIPO i Berlin til den 19. september 1944, hvor politiet i Danmark blev arresteret og sendt til kz-lejren Bergen-Belsen i Tyskland. Olsen Müller fik til opgave at afhøre sine kolleger og forsøge at overtale dem til at indtræde i den nye danske hjælpepolitienhed HIPO. Få lod sig overtale. Efter endt afhøring tog han tilbage til KRIPO i Berlin.
Den 10. april 1945 kom han igen i Waffen-SS. Han sendtes til København som chef for militærpostcensuren. 
Den 18. maj 1945 blev Olsen Müller arresteret og blev idømt otte års fængsel.
Hans Olsen Müller døde i 1980.